# لي جونز (لاعب اتحاد الرغبي)
لي جونز (بالإنجليزية: Lee Jones)‏ هو لاعب اتحاد الرغبي بريطاني، ولد في 28 يونيو 1988 في إدنبرة في المملكة المتحدة.

## وصلات خارجية
- لي جونز عل موقع إسبنسكروم (الإنجليزية)
- لي جونز على موقع ItsRugby.co.uk (الإنجليزية)